# آزادی مطبوعات
آزادی مطبوعات یا آزادی رسانه‌ها، همانند یک ضمانت‌نامه از جانب دولت‌ها به رسانه‌های عمومی، در مقابل مواجهه با روندهای محدودکنندهٔ ابراز نظر در جوامع، می‌باشد که حقوق قانونی رسانه‌ها و همچنین مراجع رفع اختلاف بین رسانه‌ها و شاکیان را مشخص می‌کند. این حقوق در بسیاری از کشورها به صورت قانونی و در چهارچوب قوانین اساسی آن کشور تعبیه شده است تا از آزادی مطبوعات حمایت به عمل بیاید.
در رابطه با اطلاعات دولتی، هر کدام از دولت‌ها خود تصمیم می‌گیرند کدام منابع و مواد اطلاعاتی در دسترس عموم قرار گرفته یا حفاظت شده باشند، مواد دولتی به دو دلیل محافظت می‌شوند، طبقه‌بندی اطلاعات به‌دلیل حساسیت، یا به‌دلیل منافع ملی.
بسیاری از دولت‌ها سعی در تسلط یافتن بر قوانین مهم یا آزادی تبادل اطلاعات قانونی که برای تعریف حدود و ثغور علاقهٔ بین‌المللی کاربرد دارند، هستند تا از این طریق دید جهانی را منحرف کنند.

## اصول و معیارهای اساسی
در کشورهای توسعه‌یافته آزادی مطبوعات و رسانه‌ها بر این امر تأکید می‌کند که تمام مردم حق ابراز نظر، گفتن و نوشتن در رسانه‌ها را دارا می‌باشند. اعلامیه جهانی حقوق بشر بر این امر تأکید می‌کند که  هر کسی از نظر قانونی حق ابراز نظر دارد، این قانون مشتمل بر حق ابراز نظر بدون هیچ گونه مداخله از جانب دولت‌ها یا ذی نفعان می‌باشد .
این دیدگاه به‌طور معمول با وسائل اطمینان دهندهٔ قانونی از تمام رده‌های مختلف آزادی برای تحقیقات علمی، انتشار، رسانه‌ها همراه می‌شود و در به تصویر کشیدن عمق قوانین مخل سیستم قضایی یک کشور که سعی در برهم زدن آزادی قانونی رسانه‌ها دارد، می‌باشد. مفهوم آزادی بیان گاهی با وضع قوانین معالجاتی فردی و رسانه‌ای دروغین به عنوان آزادی مطبوعات، پوشانده می‌شوند.
سوای تعریف‌های قانونی کشورها، بسیاری از موسسه‌های غیردولتی معیارها و اصول متفاوتی را برای قضاوت دربارهٔ میزان آزادی مطبوعات در سرتاسر جهان رعایت می‌کنند که شامل:
- گزارشگران بدون مرز تعداد روزنامه‌نگارانی که کشته شده، مورد آزار قرارگرفته یا حبس و زندانی شده‌اند را مورد بررسی قرار می‌دهد. این بررسی شامل میزان انحصار طلبی تلویزیون‌ها و رادیوها به‌علاوهٔ سانسور و خودسانسوری رسانه‌ها و استقلال کلی رسانه‌های داخلی یا برون مرزی در مواجهه با مشکلات ایجاد شده، نیز می‌باشد.
- کمیته حفاظت از روزنامه‌نگاران (CPJ) از ابزارهای روزنامه‌نگاری برای کمک به خبرنگاران استفاده می‌برد. این روند شامل دنبال کردن آزادی مطبوعات از طریق موضوعاتی مانند تحقیقات مستقل، مأموریت‌های حقیقت یابی و تماس مستقیم با موضوعات که شامل محل کار روزنامه‌نگاران سرتا سر جهان می‌باشد. کمیته اطلاعاتش در رابطه با نقض پرونده‌های مربوط به روزنامه‌نگاران را با رسانه‌ها و مطبوعات آزاد سرتاسر جهان به اشتراک می‌گذارد تا از این طریق به مبارزه با بی عدالتی بپردازد. این کمیته همچنین پرونده‌های مرگ و زندانی شدن روزنامه‌نگاران را نیز دنبال می‌کند و کارکنان این کمیته با وضع معیارهای استوار برای هر کدام از پرونده‌ها مانند تحقیقات مستقل، تحقیق و حقیقت یابی به بررسی امور پشت پردهٔ هر کدام از قتل‌ها یا زندانی شدن روزنامه‌نگاران می‌پردازند.
- خانه آزادی نیز به تحقیق در رابطه با محیط‌های اقتصادی و سیاسی هر کدام از کشورها می‌پردازد تا بر اساس آن تعیین کند که آیا ارتباطات وابستهٔ موجود عملاً به محدود کردن آزادی رسانه‌ها منجر خواهد شد یا نه؛ بنابراین مفهوم استقلال مطبوعات با مفهوم آزادی مطبوعات رابطهٔ تنگاتنگی دارد.

## وضعیت آزادی رسانه در جهان

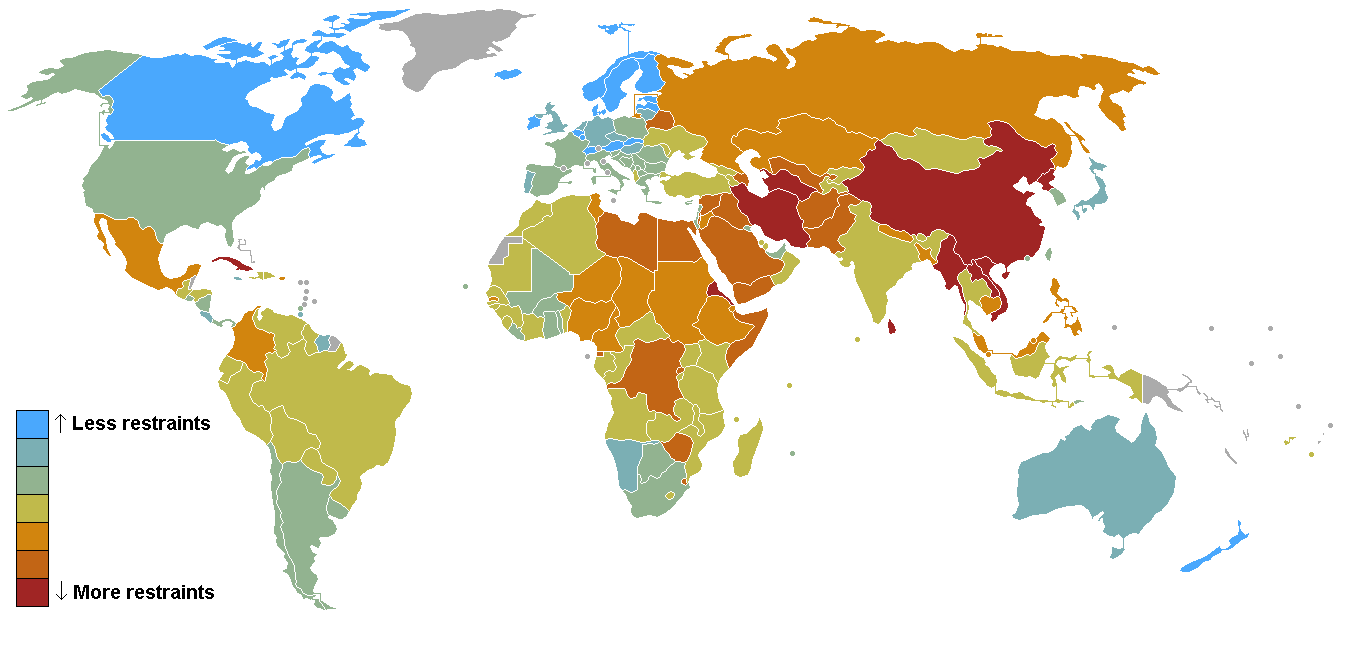
کشورهایی که به رنگ قرمز نشان داده شده‌اند، خطرناکترین مناطق برای خبرنگاری می‌باشند

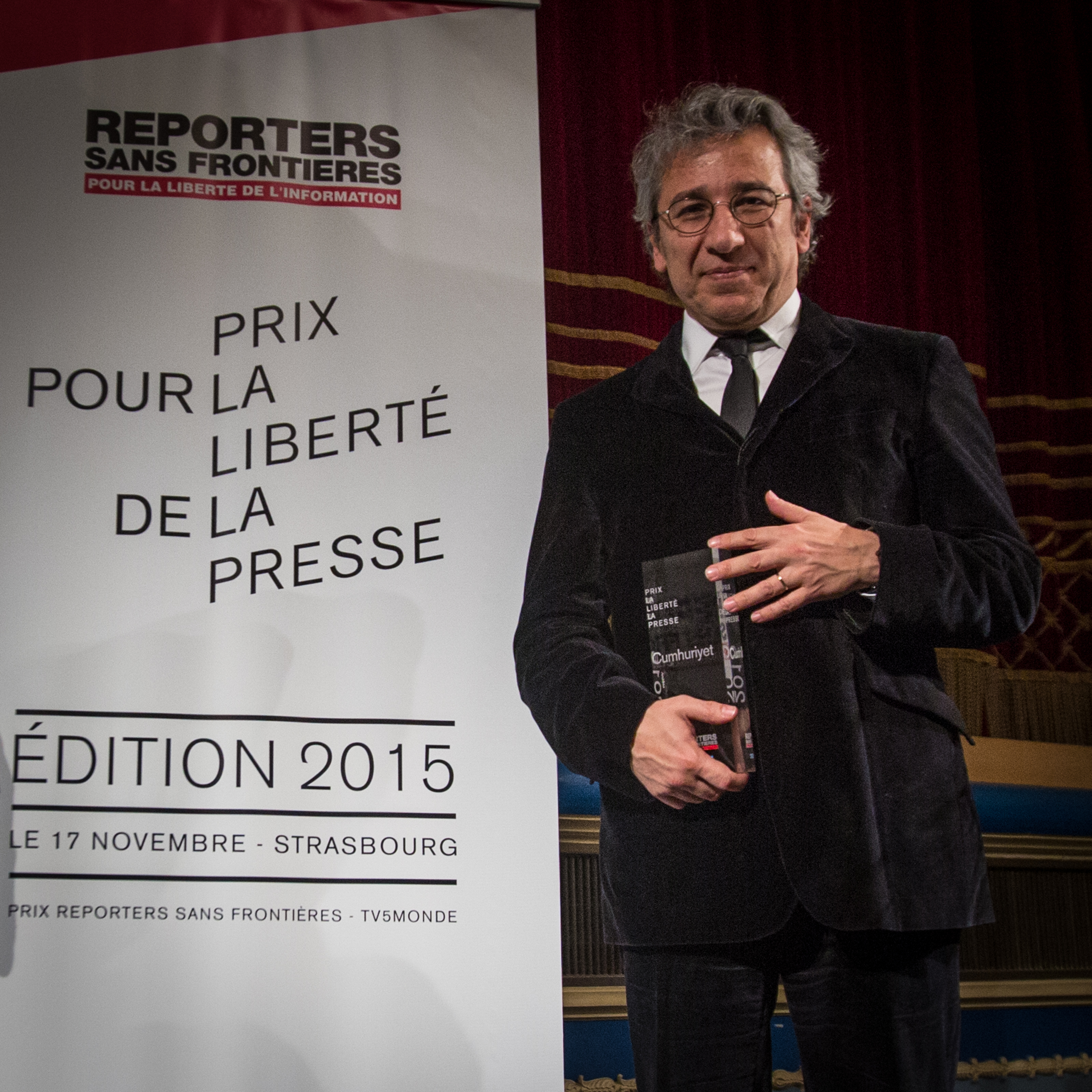
سردبیر سابق جمهوریت در فستیوال کن جایزه گزارشگران بدون مرز سال ۲۰۱۵ را دریافت کرد، اندکی پس از آن دستگیر شد.

هر ساله، سازمان گزارشگران بدون مرز فهرستی را انتشار می‌دهند که کشورها را بر اساس میزان آزادی مطبوعات و رسانه‌ها رده‌بندی می‌کند، این رده‌بندی‌ها بر مبنای پاسخ‌های تحقیقاتی دریافتی از روزنامه‌نگاران عضو سازمان، متخصصان هر کدام از رشته‌های مربوط، حقوق‌دانان و فعالان حقوق بشر می‌باشند.
این تحقیقات به پرسشگری در مورد حمله مستقیم به روزنامه‌نگاران و رسانه‌ها به‌علاوهٔ دیگر منابع غیرمستقیم برای فشار وارد کردن و محدود کردن رسانه‌ای آزاد برای افشای خبرها و نشر اطلاعات می‌باشد، می‌پردازند.
البته سازمان باید مراقب این باشد که فهرست‌های تهیه شده به میزان آزادی مطبوعات و رسانه‌ها بپردازد، نه به کیفیت کارهای خبرنگاری در کشورها و مناطق مختلف.
کشورهایی که حداکثر آزادی مطبوعات را رعایت می‌کنند در سال ۲۰۰۳ شامل فنلاند، ایسلند، هلند و نروژ می‌باشند. صرف نظر از کشورهای اشاره شده در بالا، در سال ۲۰۰۴ نیز کشورهای دانمارک، ایرلند، اسلواکی، سوئیس در صدر جدول قرار گرفتند که به‌دنبال آن‌ها نیوزیلند و لتونی قرار گرفتند.

کشورهایی که حداقل آزادی مطبوعات را رعایت نمی‌کنند شامل کره شمالی، برمه، چین، ویتنام، نپال و ایران می‌باشند.

## رتبه‌بندی کشورها

### رتبه‌بندی کشورها ۲۰۱۵
سازمان گزارشگران بدون مرز (RSF) روز پنجشنبه ۱۲ فوریه ۲۰۱۵ گزارش سالانه خود را منتشر کرد، در این گزارش ۱۸۰ کشور جهان از جمله ایران مورد بررسی قرار گرفته‌اند و این کشورها بر حسب وضعیت آزادی مطبوعات، رسانه‌های مستقل و همچنین وضعیت خبرنگاران و روزنامه‌نگاران رده‌بندی شده‌اند. ایران در جایگاه ۱۷۳ قرار دارد که نشان می‌دهد که وضعیت آزادی مطبوعات و روزنامه‌نگاران به‌رغم وعده‌های دولت روحانی بهبود نیافته و نگرانی‌های سازمان مزبور از وضعیت روزنامه‌نگاران در ایران همچنان ادامه دارد. براساس این گزارش ایران رتبه سوم جهان در زندانی کردن روزنامه‌نگاران را دارد.

### رتبه‌بندی کشورها ۲۰۱۶
سازمان گزارشگران بدون مرز روز ۱۳ دسامبر ۲۰۱۶ گزارش سالانه خود را منتشر کرد، در این گزارش آمده است که در سال ۲۰۱۶ تعداد ۳۴۸ روزنامه‌نگار زندانی و ۵۲ روزنامه‌نگار گروگان هستند. پس از ترکیه کشورهای چین، سوریه، مصر و ایران نزدیک به دو سوم روزنامه‌نگاران زندانی را در خود جای داده‌اند.

### رتبه‌بندی کشورها ۲۰۱۷
بر اساس گزارش سالانه ۲۰۱۷ سازمان گزارشگران بدون مرز، ایران و کشورهای چین، ترکیه، ویتنام و سوریه را بزرگ‌ترین زندان برای خبرنگاران و فعالان رسانه‌ای معرفی کرده است. در این گزارش گفته شده که طی سال ۲۰۱۷ تعداد ۶۵ روزنامه‌نگار از جمله ۵۰ روزنامه‌نگار حرفه‌ای کشته، ۳۲۶ نفر زندانی و ۵۴ خبرنگار به گروگان گرفته شده‌اند.

### رتبه‌بندی کشورها ۲۰۱۸
سازمان گزارشگران بدون مرز در گزارش سالانه ۲۰۱۸ از خشونت مرگبار و بدرفتاری با خبرنگاران گزارش داده و اعلام کرد که طی یکسال ۸۰ خبرنگار کشته و ۳۴۸ خبرنگار هم‌اکنون در زندان به‌سر می‌برند و ۶۰ نفر دیگر گروگان هستند که نشاندهنده سطح خصومت بی‌سابقه با کادرهای مطبوعاتی است. این سازمان نام ایران را همچنان به‌عنوان ۵ کشوری که زندان خبرنگاران است در کنار چین، عربستان، مصر و ترکیه اعلام کرد. براساس این گزارش ایران در رده‌بندی صد و چهل و چهارم قرار داشته و همچنان یکی از زندان‌های بزرگ جهان برای روزنامه‌نگاران محسوب می‌شود.

### رتبه‌بندی کشورها ۲۰۱۹
روز پنج‌شنبه ۱۸ آوریل گزارش سالانه «شاخص آزادی رسانه‌ها در جهان» توسط سازمان گزارشگران بدون مرز منتشر شد. در این گزارش نروژ از میان ۱۸۰ کشور به عنوان آزادترین و امن‌ترین کشور برای رسانه‌ها انتخاب شد. فنلاند در رده دوم و سوئد در مقام سوم بهترین جایگاه را دارند. جایگاه ایران نسبت به سال ۲۰۱۸ افت داشت و با ۶ رده تنزل جز ۱۱ کشوری است که آزادی رسانه‌ها را سرکوب می‌کنند. به این ترتیب جایگاه ایران در قعر جدول شاخص آزادی، یعنی ۱۷۰مین کشور قرار گرفت.

### رتبه‌بندی کشورها ۲۰۲۰
سازمان گزارشگران بدون مرز در گزارش سالانه ۲۰۲۰ خود که روز سه شنبه ۲ اردیبهشت منتشر شد، در تازه‌ترین رتبه‌بندی آزادی رسانه‌ها در ۱۸۰ کشور جهان، جمهوری اسلامی ایران را در رتبه ۱۷۳ قرار داده است که نسبت به سال ۲۰۱۹ سه رتبه تنزل کرده است. سه کشور متحد جمهوری اسلامی یعنی سوریه، چین و کره شمالی نیز به ترتیب در رتبه‌های ۱۷۴، ۱۷۷ و ۱۸۰ قرار دارند. این سازمان چین و ایران را متهم به سانسور شیوع بزرگ ویروس کرونا کرد.

### رتبه‌بندی کشورها ۲۰۲۱
اندکس آزادی مطبوعات جهان ۲۰۲۱ که توسط خبرنگاران بدون مرز جمع‌آوری شده نشان می‌دهد که روزنامه‌نگاری در ۷۳ کشور به‌طور کامل مسدود یا به‌طور جدی با مانع مواجه است و در ۵۹ کشور دیگر با محدودیت مواجه است. بر پایه این گزارش، در میان ۱۸۰ کشور نروژ برای پنجمین سال رتبهٔ نخست دارد. فنلاند دوم و سوئد سوم است. در این اندکس ایران با یک درجه نزول در رده ۱۷۴ قرار گرفته است. همچنین روسیه در رده ۱۵۰، چین رده ۱۷۷، عربستان رده ۱۷۰، مصر رده ۱۶۶ و سوریه در رده ۱۷۳ قرار دارند.

### رتبه‌بندی کشورها ۲۰۲۲
سازمان گزارشگران بدون مرز در گزارش سالانه ۲۰۲۲ در گزارشی مفصل به وضعیت آزادی بیان در کشورهای مختلف پرداخته و در میان ۱۸۰ کشور ایران را در جایگاه ۱۷۸ معرفی کرده و ایران را سومین زندان بزرگ خبرنگاران نامیده است. طبق آمار سازمان گزارشگران بدون مرز ۴۷ روزنامه‌نگار در ایران زندانی هستند و پس از اعتراضاتی که به دنبال مرگ مهسا امینی در ایران شکل گرفت، ۳۴ خبرنگار به ۱۳ خبرنگار دیگری پیوستند که پیش از آغاز اعتراضات سراسری در ایران زندانی بودند.

### رتبه‌بندی کشورها ۲۰۲۳
سازمان گزارشگران بدون مرز در گزارش سال ۲۰۲۳ خود که روز ۳ مه (۱۳ اردیبهشت ۱۴۰۲) منتشر شد، وضعیت آزادی رسانه‌های ۱۸۰ کشور جهان را مورد ارزیابی قرار داد، بر پایه این گزارش حکومت جمهوری اسلامی ایران در رتبه ۱۷۷ از ۱۸۰ کشور پس از کره‌شمالی، چین و ویتنام قرار گرفته است، و همچنین به‌عنوان یکی از مخوف‌ترین کشورها برای روزنامه‌نگاران نامیده شده است. بر پایه این گزارش برخی کشورهای خاورمیانه از جمله مصر، عراق، یمن، عربستان سعودی، بحرین و سوریه در مقایسه با جمهوری اسلامی، وضعیت نسبتاً بهتری دارند.

### رتبه‌بندی کشورها ۲۰۲۴
سازمان گزارشگران بدون مرز در گزارش سال ۲۰۲۴ خود که روز ۳ مه (۱۴ اردیبهشت ۱۴۰۳) منتشر شد، ایران از نظر شاخص‌های روزنامه‌نگاری در رتبه ۱۷۶ قرار دارد که همراه با کره شمالی، افغانستان، سوریه و اریتره در قعر جدول هستند. بر اساس این گزارش جایگاه ایران به عنوان یکی از «سرکوب‌گرترین کشورهای جهان از نظر آزادی مطبوعات»، از زمان موج عظیم اعتراضات در واکنش به قتل مهسا امینی در بازداشت گشت ارشاد در شهریور سال ۱۴۰۱، بدتر شده است. این گزارش همچنین می‌افزاید ایران با حبس دست‌کم ۲۳ روزنامه‌نگار، یکی از بزرگ‌ترین زندان‌های جهان برای روزنامه‌نگاران است.

## وضعیت آزادی مطبوعات در ایران
بدون ابزارهای قدرتمند مطبوعاتی و رسانه‌ای که به نوعی کنترل‌کنندهٔ فعالیت‌های جامعه هستند، یک کشور نمی‌تواند به حیات سالم خود ادامه دهد. پس از روی کار آمدن حکومت‌های خودکامه و ایدئولوژیک که عمدتاً از ایدئولوژی به عنوان ابزار و از مردم به عنوان برده برای بقای سیاسی خود استفاده می‌برند، حیات مطبوعات و سلامت افشا اطلاعات نیز در خطر می‌افتد و می‌توان گفت رسانه‌ها در چنین حکومت‌هایی از اولین هدف‌هایی می‌باشند که حکومت‌ها سعی در نابودی یا سفارشی‌سازی آن‌ها دارند.

در ایران نیز این سفارشی‌سازی در نبود احزاب آزاد و سازمان‌های کنترل‌کننده به سرعت رنگی خشونت‌آمیز به خود گرفته و در دوره‌های مختلف تاریخی این کشور، ما شاهد تعطیلی روزنامه‌ها و به زندان افکندن و کشته شدن روزنامه‌نگاران فعال و مدافعان حقوق بشر بوده‌ایم. این‌ها در حالی است که در دو ماده از فصل سوم قانون مطبوعات ایران تصریح شده است که «در ایران مطبوعات حق دارند نظرات، انتقادهای سازنده، پیشنهادها، توضیحات مردم و مسولین را با رعایت موازین اسلامی و مصالح جامعه درج و به اطلاع عموم برسانند و همچنین هیچ مقام دولتی و غیردولتی حق ندارد برای چاپ مطلب یا مقاله‌ای درصدد اعمال فشار بر مطبوعات برآید یا به سانسور و کنترل نشریات مبادرت ورزد»
شرط همیشگی رعایت موازین اسلامی و مصالح جامعه  که بیشتر قوانین ایران را دو پهلو و مبهم کرده است، در قانون مطبوعات نیز آمده است و از این طریق هر کدام از مسئولان می‌توانند بنا به موهومیت این گونه جمله‌ها هر گونه سوء استفاده را در لباس قانونی از تعبیر این قوانین ببرند.

براساس گزارش سازمان گزارشگران بدون مرز در سال ۲۰۰۷ آزادی مطبوعات در ایران در ردهٔ ۱۶۶ از میان ۱۶۹ کشور قرار گرفته است. این گزارش همچنین دربارهٔ ایران که رده ۱۶۶ از میان ۱۶۹ کشور بررسی شده را دارد می‌گوید که روزنامه‌نگاران ایرانی «با برخورد بسیار تهاجمی حکومت‌گران که اجازه بیان هیچ‌گونه انتقاد یا خواست سیاسی و اجتماعی را نمی‌دهند، مواجه‌اند»
به درخواست و پیشنهاد یونسکو به منظور ارتقاء آزادی‌های رسانه‌ای در تمامی کشورهای جهان، در دسامبر ۱۹۹۳، ۳ آوریل (۱۳ اردیبهشت) را «روز جهانی آزادی رسانه‌ها» نامیدند و این در حالی است که به گزارش گزارشگران بدون مرز از سال ۱۳۵۸ تا ۱۳۸۸، دست‌کم ۸۶۰ روزنامه‌نگار در ایران بازداشت و زندانی شدند.
سازمان گزارشگران بدون مرز با انتشار بیانیه ای نسبت به افزایش تعداد روزنامه نگاران بازداشتی و زندانی در ایران هشدار داد، در تاریخ ۵ دی ۱۳۹۸ چهار روزنامه‌نگار به نام‌های «جلوه جواهری»، «کاوه مظفری»، «فروغ سمیعی نیا» و «احمد زاهد لنگرودی» مدیر ماهنامه گیلان که در مراسم چهلم «نوید بهبودی» یکی از جانباختگان اعتراضات آبان ماه شرکت داشتند بازداشت شدند. این سازمان خواستار بررسی وضعیت حقوق بشر در ایران شد.
سازمان گزارشگران بدون مرز (RSF) روز ۲۶ نوامبر ۲۰۱۹ فشار حکومت جمهوری اسلامی را به خانواده خبرنگاران محکوم کرده و اعلام کرد که در رده‌بندی جهانی آزادی مطبوعات ۲۰۱۹، ایران از میان ۱۸۰ کشور جهان در رده ۱۷۰ قرار دارد.
کمیته حمایت از روزنامه‌نگاران در گزارش سالانه ۲۰۱۹ خود ضمن اشاره به سرکوب اعتراضات مردم ایران به افزایش بهای بنزین، تعداد خبرنگاران زندانی در ایران را ۱۱ نفر اعلام کرد. در این گزارش پس از چین، ترکیه، عربستان سعودی و مصر، از اریتره، ویتنام و ایران به عنوان «بدترین زندان روزنامه‌نگاران» نام برده شده است.
پن اینترنشنال نگرانی عمیق خود را از تصمیم مقامات ایرانی منبی بر توقف چاپ و توزیع روزنامه‌ها اعلام کرده و آن را مغایر با اصل آزادی بیان دانستند. شماری از روزنامه‌نگاران ایرانی نیز این موضوع را ایجاد یک خلاء اطلاعاتی دانستند.
مأموران سرویس اطلاعاتی ایران پس از سانحه سقوط هواپیمای اوکراین در پرواز ۷۵۲، خانه‌ها و دفاتر بسیاری از روزنامه‌نگاران را تفتیش کرده و کامپیوترهای شخصی، تلفن‌های موبایل، کتاب‌ها، اسناد و کپی‌ها را مصادره کردند. آن‌ها دروغ‌های دولتی را فاش کرده‌بودند. به برخی از آنها اخطار داده شد و شماری از روزنامه‌نگاران وادار به بستن حساب‌هایشان در اینستاگرام، توییتر و فیس‌بوک یا توقف اطلاع‌رسانی در این پلتفرم‌ها شدند.
کانون نویسندگان ایران ۱۳ اردیبهشت ۹۹ به مناسبت سوم ماه مه روز جهانی آزادی مطبوعات با انتشار بیانیه‌ای با بیان وجود سانسور و نقض آزادی بیان و تأثیرهای مخرب آن بر ساختار و بنیان‌های حیاتی جامعه، یادآوری کرده است که طی چند دههٔ اخیر حاکمان کشورمان، بیش از ۸۹۰ روزنامه‌نگار و خبرنگار را به زندان انداخته یا حتی حکم اعدام را برای بعضی از آنان اجرا کرده‌اند و از اینکه ایران در میان ۱۸۰ کشور در رتبه ۱۷۳ به لحاظ آزادی بیان قرار دارد اظهار تأسف کرده است.
فدراسیون بین‌المللی روزنامه‌نگاران روز ۱۸ بهمن ۱۳۹۸ با انتشار بیانیه‌ای "حمله نیروهای امنیتی حکومت ایران به خانه شش روزنامه‌نگار را محکوم کرد و نیروهای "اطلاعات سپاه پاسداران" را مسئول فشارهای اخیر بر روزنامه‌نگاران معرفی کرد. آنتونی بلانگر، دبیرکل این فدراسیون گفته است که "تهدید و ارعاب روزنامه‌نگاران ابزاری ناخوشایند برای ساکت کردن نظرات عمومی از سوی دولت است."
روز ۸ سپتامبر ۲۰۲۰ سازمان خبرنگاران بدون مرز نسبت به استمرار بازداشت و سرکوب روزنامه‌نگاران در ایران ابراز نگرانی کرده و با اسم بردن از خبرنگاران و روزنامه‌نگارانی که بخاطر حرفه‌شان بازداشت شده و زیر فشار و توهین و افترا قراردارند هشدار داد، یک مسئول این سازمان گفت که «شورای حقوق بشر باید برای حفاظت و دفاع از روزنامه‌نگاران اقدام‌های جدی‌تری انجام دهد.»
روز یکشنبه ۶ مهر ۱۳۹۹ کانون نویسندگان ایران با صدور اطلاعیه‌ای خواستار آزادی بی قید و شرط سه تن از نویسندگان این کانون شد که به تازگی به زندان اوین منتقل شده‌اند.
روز دوشنبه ۹ نوامبر ۲۰۲۰ رالف نست‌مایر، معاون بخش آلمان انجمن پن با اشاره به روش‌های سرکوبگرانه رژیم‌های استبدادی گفت: «آزادی بیان در بسیاری از کشورهای دنیا به قهقرا رفته و لگدمال شده است.» وی اضافه کرد که نظام‌های دیکتاتوری به هر انتقادی با خشونت و زندان واکنش نشان می‌دهند. امسال انجمن جهانی قلم (پن)، روی سرنوشت اهل قلم در ایران، چین، ترکیه، پرو و اوگاندا، درنگی ویژه خواهد داشت.
در سال‌های ۲۰۲۰ و ۲۰۲۱ سازمان ائتلاف مطبوعات آزاد از ایران، محمد مساعد و کسری نوری را در فهرست ۱۰ روزنامه‌نگار تحت فشار در جهان قرار داد.
گزارشگران بدون مرز (RSF) اعلام کرد از این که جمهوری اسلامی ایران دستگیری‌های خشونت‌آمیز روزنامه نگاران را از سر گرفته، نگران است. مقامات باید بازداشت شدگان را آزاد کنند و باید از ارعاب خبرنگاران کشور دست بردارند.

## تأثیر بحران کووید-۱۹ بر آزادی رسانه‌ها

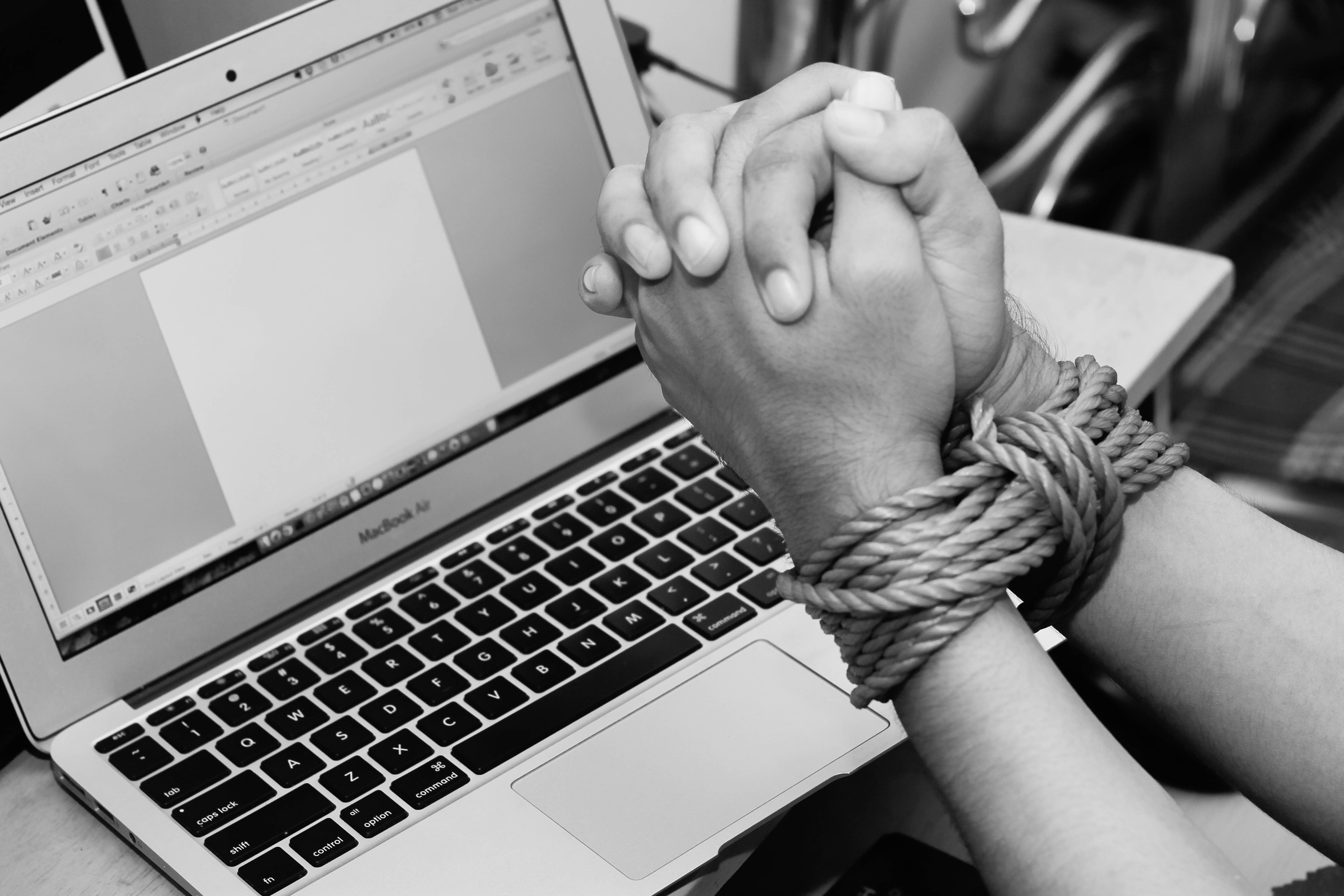
آزادی رسانه

- روسا و اعضای گروه‌های دوستان امنیت و حفاظت از روزنامه نگاران با امضاء بیانیه‌ای مشترک، از همه کشورها خواستند تا با توجه به پاندمی کوویدـ۱۹، از ایمنی، آزادی و استقلال روزنامه‌نگاران و اصحاب رسانه، محافظت کنند و از دسترسی بدون مانع به اطلاعات، به صورت آنلاین و آفلاین اطمینان حاصل کنند، آنها گفتند، ما با نگرانی بسیار می‌بینیم که اقدامات محدودکننده ای که توسط دولتها اعمال شده است به‌طور نامتناسبی حق آزادی بیان را محدود کرده و روزنامه نگاران و اصحاب رسانه‌ها را از گزارش بحران کوویدـ۱۹ بازداشته است. دستگیری، تعقیب و آزار و اذیت روزنامه نگاران و اصحاب رسانه، به ویژه زنان، و همچنین کارزارهای بدنام‌سازی برای بی‌اعتبار کردن کار آنها و اخراج روزنامه نگاران خارجی به دلیل پوشش خبری دادن به کوویدـ۱۹، یا اعلام جرم با ادعای اطلاعات گمراه کننده، به صورت آنلاین و آفلاین، ممکن است نقض حقوق بشر را نهادینه کند. در جوامع دموکراتیک نباید جایی برای مصونیت از مجازات وجود داشته باشد.[۳۲]
- گزارشگران بدون مرز مستقر در پاریس (RSF) اعلام کردند که پاندمی ویروس کرونا، "بسیاری از بحرانها را برجسته و تقویت " کرده و همچنین بر روی آزادی مطبوعات، سایه انداخته است.[۵]
- نماینده عالی جوزپ بورل به نمایندگی از اتحادیه اروپا بیانیه‌ای با صدور بیانیه‌ای با اشاره به تأثیر پاندمی کروناویروس در همه کشورها یادآور شد که پاندمی ویروس کرونا نباید به‌عنوان توجیهی برای محدود کردن فضای دمکراتیک و مدنی، احترام به حاکمیت قانون و تعهدات بین‌المللی استفاده شود و همچنین نباید آزادی بیان، آزادی مطبوعات و دسترسی به اطلاعات چه آنلاین چه آفلاین را محدود کند. این تدابیر نباید برای محدود کردن کار مدافعان حقوق بشر، خبرنگاران، کارکنان رسانه‌ها و سازمانهای جامعه مدنی استفاده شود.[۳۳]

## وضعیت آزادی مطبوعات در سایر کشورها
مایک پومپئو، وزیر خارجه آمریکا، نسبت به اینکه روسیه با فرمان حکومتی فعالیت صدای آمریکا و رادیو اروپای آزاد/رادیو آزادی را در روسیه محدود می‌کند، انتقاد کرده و خواستار تجدیدنظر مسکو در این فرمان شد.
روز ۸ اکتبر ۲–۲۱ آنتونیو گوترش طی یک سخنرانی گفت: من به ماریا رسا و دمیتری موراتوف به‌خاطر این‌که برنده جایزه صلح نوبل ۲۰۲۱ شدند، تبریک می‌گویم. مطبوعات آزاد در سراسر جهان برای صلح، عدالت، توسعه پایدار و حقوق‌بشر ضروری است - و سنگ‌بنای ایجاد نهادهای عادلانه و بی‌طرفانه است. هیچ جامعه‌ای نمی‌تواند آزاد و عادلانه باشد بدون این‌که روزنامه‌نگاران بتوانند در مورد تخلفات تحقیق کنند، اطلاعات را برای شهروندان ارائه دهند، رهبران را مورد حسابرسی قرار دهند و در برابر هر قدرتی حقیقت را بیان کنند.